# Wrestle Peter Pan 2019
『Wrestle Peter Pan 2019～〜』（レッスルピーターパン2019）は、日本のプロレス団体DDTプロレスリングによって大田区総合体育館で行われた興行。

## 概要
- DDTオフィシャルサイトの無料会員およびDDT UNIVERSE会員を対象とした入場無料の興行。

## 試合
| ホテルセントイン倉敷 presents アンダーマッチ 10分一本勝負 |                                                              |                                         |
| ○梅田公太 | 5分07秒 パントキック→片エビ固め                              | 中村圭吾●（練習生）                     |
| 日本パートナー税理士法人 presents 東京女子プロレス提供アンダーマッチ 15分一本勝負 |                                                              |                                         |
| ○辰巳リカ 天満のどか 愛野ユキ | 10分35秒 ミサイルヒップ→片エビ固め                           | 万喜なつみ まなせゆうな うなぎひまわり● |
| オープニングマッチ 30分一本勝負 |                                                              |                                         |
| 勝俣瞬馬 ○飯野雄貴 渡瀬瑞基 | 12分11秒 スピア→片エビ固め                                   | 上野勇希 吉村直巳 島谷常寛●             |
| 第二試合 DNA一期生同窓会マッチ 30分一本勝負 |                                                              |                                         |
| ○樋口和貞 中津良太 | 13分26秒 轟天→体固め                                         | 梅田公太● 岩崎孝樹                      |
| 第三試合 スーパー女子プロ大戦2019 30分一本勝負 |                                                              |                                         |
| ●赤井沙希 | 8分31秒 ダイビング・セントーン→片エビ固め                    | 世志琥○                                 |
| 第四試合 DDT EXTREME級選手権試合〜蛍光灯IPPONデスマッチ 60分一本勝負 |                                                              |                                         |
| ○彰人 （第45代王者） | 11分34秒 IPPON                                               | 朱崇花● （挑戦者）                      |
| ※第45代王者が初防衛に成功。 |                                                              |                                         |
| 通常のプロレスルールに加え、リング上に1本だけ置かれた蛍光灯を割ってしまうと敗北となる。 |                                                              |                                         |
| アイアンマンヘビーメタル級選手権試合 |                                                              |                                         |
| ●大鷲透 | 15時54分 みんなで押さえ込む→体固め                           | ラッキィ池田◯                           |
| ラッキィ池田が第1375代王者に |                                                              |                                         |
| 第五試合 アイアンマンヘビーメタル級選手権時間差入場バトルロイヤル 時間無制限勝負 |                                                              |                                         |
| 出場選手(入場順) ラッキィ池田、ゴージャス松野、松永智充、ポコたん、大石真翔、平田一喜、マッド・ポーリー、上福ゆき、クロちゃん、坂口征夫、ジョーイ・ライアン、大和ヒロシ、大鷲透、越中詩郎、アントーニオ本多 |                                                              |                                         |
| ●池田 | 3分37秒 横入り式エビ固め                                     | 松野◯                                   |
| ゴージャス松野が第1376代王者に |                                                              |                                         |
| ●松野 | 3分48秒 横入り式エビ固め                                     | 松永◯                                   |
| 松永智充が第1377代王者に |                                                              |                                         |
| ●松永 | 5分40秒 リバース・スプラッシュ→片エビ固め                    | ポーリー◯                               |
| マッド・ポーリーが第1378代王者に |                                                              |                                         |
| ●ポーリー | 7分49秒 横入り式エビ固め                                     | 平田◯                                   |
| 平田一喜が第1379代王者に |                                                              |                                         |
| ◯上福 | 11分30秒 OTR                                                 | クロちゃん●                             |
| ◯ライアン | 11分43秒 OTR                                                 | 上福●                                   |
| ◯越中 | 14分09秒 OTR                                                 | ポコたん●                               |
| ◯越中 | 18分34秒 OTR                                                 | 大石●                                   |
| ◯越中 | 18分34秒 OTR                                                 | ライアン●                               |
| ◯越中 | 18分34秒 OTR                                                 | 大和●                                   |
| ◯平田 | 19分08秒 OTR                                                 | 本多●                                   |
| ◯平田 | 19分08秒 OTR                                                 | 越中●                                   |
| ◯平田 | 19分08秒 OTR                                                 | 大鷲●                                   |
| ●平田 | 20分04秒 神の右膝→片エビ固め                                 | 坂口◯                                   |
| 坂口征夫が第1380代王者に |                                                              |                                         |
| 第六試合 人間風車二世vs大鵬三世 30分一本勝負 |                                                              |                                         |
| ◯鈴木秀樹 | 07分59秒 変形ネックロック                                    | 納谷幸男●                               |
| 第七試合 スペシャルタッグマッチ 30分一本勝負 |                                                              |                                         |
| ◯クリス・ブルックス 高梨将弘 | 11分24秒 プレイングマンティスボム→片エビ固め                 | MAO● マイク・ベイリー                   |
| 第八試合 初代O-40王者決定戦〜ウェポンランブル 60分一本勝負 |                                                              |                                         |
| ◯高木三四郎 | 28分56秒 投げ捨てひまわりボム・オン・ザ・プラケース→エビ固め | スーパー・ササダンゴ・マシン●           |
| 公認凶器(1)毒舌解説者(田中ケロ)（ササダンゴ）(2)TLC【テーブル、ラダー、椅子】(高木）(3)採血（ササダンゴ）(4)松本都（高木）(5)クロちゃん（ササダンゴ）(6)プラケース（高木）(7)スーパー・ササダンゴ・マシン・ストロングver【鈴木秀樹】（ササダンゴ）(8)ササダンゴの携帯番号→高木三四郎の携帯番号（高木）(9)煽りパワポ（ササダンゴ）(10)重大発表VTR【2020.6・7さいたまスーパーアリーナ・メインアリーナでの「Wrestle Peter Pan 2020」の開催VTR】（高木） |                                                              |                                         |
| ※高木が初代王者となる。 |                                                              |                                         |
| 第九試合 ドラマティック・ドリームマッチ 30分一本勝負 |                                                              |                                         |
| ◯青木真也 | 4R 2分54秒 スリーパーホールド→TKO勝ち                        | 男色ディーノ●                           |
| 3分10ラウンド勝負。奇数ラウンドは3カウントフォールが認められず反則を厳格に判定する格闘技ルール(ラウンドガール・白川未奈)、偶数ラウンドは通常のプロレスルールに加え試合中に相手への求愛行為が認められるハッテン場ルール(ラウンドボーイ・飯野雄貴)。 |                                                              |                                         |
| セミファイナル 総研ホールディングス presents KO-Dタッグ選手権試合 60分一本勝負 |                                                              |                                         |
| 佐々木大輔 ◯高尾蒼馬 （第66代王者組） | 20分38秒 リバースゴリースペシャルボム→エビ固め               | HARASHIMA ヤス・ウラノ● （挑戦者組）    |
| ※第66代王者組4度目の防衛に成功。 |                                                              |                                         |
| メインイベント～BLACK OUT presents KO-D無差別級選手権試合 |                                                              |                                         |
| ●遠藤哲哉 （第71代王者） | 31分38秒 ウォール・オブ・タケシタ                            | 竹下幸之介 ◯ （挑戦者）                 |
| ※遠藤が5度目の防衛に失敗、竹下が第72代王者となる。 |                                                              |                                         |
| ※勝利者賞としてDDT公式エナジードリンク「BLACK OUT」販売元の株式会社キャスティングドットジェイピーより賞金200万円と「BLACK OUT」1年分が贈呈される。 |                                                              |                                         |